# Cerithiopsis cinereoflava
Cerithiopsis cinereoflava là một loài ốc biển, động vật chân bụng trong họ Cerithiopsidae. Nó được Mörch mô tả năm 1876.